# Metriorynch
Metriorynch (Metriorhynchus) – rodzaj morskiego krokodylomorfa z rodziny Metriorhynchidae żyjącego od środkowej do późnej jury. Prawdopodobnie większą część lub całość życia spędzał w wodzie. Nie odnaleziono gniazd lub jaj metriorynchów, dlatego – w przeciwieństwie do innych mezozoicznych gadów morskich, takich jak plezjozaury i ichtiozaury – niewiele wiadomo o ich biologii. Rodzaj Metriorhynchus został opisany w 1830 przez niemieckiego paleontologa Hermanna von Meyera. Jego nazwa oznacza „średni pysk” – od greckich słów metrio („średni”) oraz rhynchos („pysk”).

## Morfologia
Metriorhynchus mierzył około 3 m długości. Jego tułów był bardziej opływowy niż ciała współczesnych krokodyli i prawdopodobnie metriorynch był lepszym niż one pływakiem. Kończyny przekształcone były w płetwy, a skóra mniej łuskowata i bardziej elastyczna niż u lądowych krokodylomorfów, w celu zwiększenia właściwości hydrodynamicznych. Na końcu ogona znajdowała się pionowa płetwa ułatwiająca pływanie.

## Historia odkryć i klasyfikacja

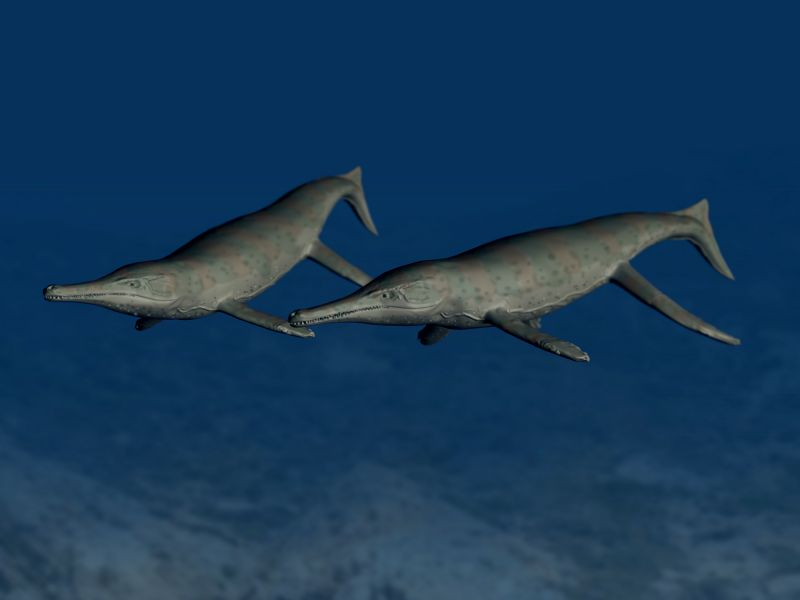
Dwa osobniki Metriorhynchus superciliosus

Skamieniałości metriorynchów odnajdowano w środkowojurajskich osadach na terenie Anglii, Francji, Niemiec oraz Szwajcarii. Szczątki przedstawicieli gatunków przypisywanych do rodzaju Metriorhynchus odkryto także w datowanych na bajos i baton osadach w Ameryce Południowej, m.in. w Argentynie oraz Chile.
Gatunki należące do rodzaju Metriorhynchus tradycyjnie dzielono na dwie grupy: długopyskie i szerokopyskie. Istnieją jednak rozbieżności co do liczby ważnych gatunków, zwłaszcza żyjących w keloweju. Eudes-Deslongchamps (1867–69) akceptował cztery kelowejskie gatunki: M. superciliosus, M. moreli, M. blainvillei i M. brachyrhynchus. Andrews (1913) za ważne uznawał siedem gatunków: M. superciliosus, M. moreli, M. brachyrhynchus, M. durobrivensis, M. cultridens, M. leedsi oraz M. laeve. Adams-Tresman (1987) wykorzystując liniową morfometrię rozróżniła twa typy budowy czaszki i uznała dwa gatunki: M. superciliosus i M. brachyrhynchus. Vignaud (1997) akceptował trzy kelowejskie gatunki: M. superciliosus, M. brachyrhynchus i M. leedsi.
Do form długopyskich zaliczano M. superciliosus z keloweju-oksfordu Anglii i Francji (M. moreli, M. blainvillei i M. jaekeli to młodsze synonimy), M. leedsi (syn. M. leave) z keloweju Anglii, M. palpebrosus (syn. M. temporalis) z kimerydu Anglii oraz M. hastifer, M. acutus i M. geoffroyii z kimerydu Francji.
Jako gatunki szerokopyskie klasyfikowano M. brachyrhynchus (syn. M. cultridens) z keloweju-oksfordu i M. durobrivensis z keloweju Francji i Anglii, M. casamiquelai i M. westermanni z keloweju Chile i M. potens z tytonu Argentyny, początkowo opisany jako gatunek typowy rodzaju Purranisaurus. M. westermanni bywał uznawany za synonim M. casamiquelai lub za ważny gatunek.
Nowsze analizy filogenetyczne podważają monofiletyczny charakter rodzaju Metriorhynchus, jednak sugerują, że niektóre formy długopyskie mogą być kladem. Rodzaje Purranisaurus oraz Suchodus były uznawane za młodsze synonimy Metriorhynchus, jednak w analizie z 2010 roku Mark Young i współpracownicy utrzymali nazwy rodzajowe Purranisaurus i Suchodus, przenosząc do nich gatunki M. potens, M. casamiquelai i M. westermanni (Purranisaurus) oraz M. durobrivensis i M. brachyrhynchus (Suchodus). Autorzy w rodzaju Metriorhynchus pozostawili tylko trzy lub cztery nazwane gatunki: M. geoffroyii, M. hastifer, M. superciliosus i potencjalnie ważny M. littoreus, zaś gatunek M. palpebrosus zsynonimizowali z M. geoffroyii. Pozostałe gatunki zaliczane wcześniej do rodzaju Metriorhynchus przenieśli do rodzajów Eoneustes i Gracilineustes.
Kladogram według Younga i współpracowników (2010)
|         | M. geoffroyii                                          |
|         |                                                        |
| unnamed | \| \| M. sp. \| \| \| \| \| \| M. hastifer \| \| \| \| |
|         | \| \| M. sp. \| \| \| \| \| \| M. hastifer \| \| \| \| |
|         | M. sp.                                                 |
|         |                                                        |
|         | M. hastifer                                            |
|         |                                                        |

|  | M. sp.      |
|  |             |
|  | M. hastifer |
|  |             |

|         | M. geoffroyii                                          |
|         |                                                        |
| unnamed | \| \| M. sp. \| \| \| \| \| \| M. hastifer \| \| \| \| |
|         | \| \| M. sp. \| \| \| \| \| \| M. hastifer \| \| \| \| |
|         | M. sp.                                                 |
|         |                                                        |
|         | M. hastifer                                            |
|         |                                                        |

|  | M. sp.      |
|  |             |
|  | M. hastifer |
|  |             |

## Paleobiologia
Nowsze badania skamieniałości przedstawicieli gatunku Metriorhynchus superciliosus wykazały, że dorosłe osobniki miały dobrze wykształcone gruczoły solne. Oznacza to, że podobnie jak geozaury, metriorynchy były w stanie pić słoną wodę oraz jeść zwierzęta, których ciała miały takie samo stężenie jonów jak woda morska (np. głowonogi) bez ryzyka odwodnienia. Metriorynch był wszechstronnym, oportunistycznym drapieżnikiem. Mógł polować na opancerzone belemnity, szybko pływające ryby oraz olbrzymie ryby planktonożerne, takie jak Leedsichthys. Niekiedy udawało mu się pochwycić zwierzęta latające, np. pterozaury, mógł także żywić się padliną plezjozaurów na brzegu morza.